# Gloster F.5/34
Le Gloster F.5/34 était un avion de chasse monoplace britannique conçu juste avant le début de la Seconde Guerre mondiale.
Il a été développé selon la spécification de l'Air Ministry F.5/34 : un chasseur armé de huit mitrailleuses et d'un moteur refroidi par air, adapté aux opérations sous les tropiques. La conception de Gloster a été dépassée par des concurrents plus compétents et la spécification a ensuite été abandonnée, aucune des conceptions d'avions produites pour elle n'ayant été sélectionnée pour l'entrée en service.
Au moment où le F.5/34 a commencé ses essais en vol, le Hawker Hurricane était en service et le Supermarine Spitfire en production de sorte que le développement ultérieur du Gloster a été abandonné. Par rapport à ses contemporains, les pilotes d'essai ont constaté que les prototypes F.5/34 avaient une course de décollage plus courte, offraient une meilleure montée initiale et étaient plus réactifs et maniables grâce aux ailerons qui ne devenaient pas excessivement lourds à haute vitesse. La maniabilité était considérée comme très bonne et la visibilité panoramique du poste de pilotage était bien meilleure que les autres conceptions.